# Рорбах (Баварія)
Рорбах (нім. Rohrbach) — громада в Німеччині, розташована в землі Баварія. Підпорядковується адміністративному округу Верхня Баварія. Входить до складу району Пфаффенгофен.
Площа — 29,63 км2. Населення становить 6108 ос. (станом на 31 грудня 2020).